# Тумсборо (Джорджія)
Тумсборо (англ. Toomsboro) — місто (англ. town) в США, в окрузі Вілкінсон штату Джорджія. Населення — 383 особи (2020).

## Географія
Тумсборо розташоване за координатами 32°49′21″ пн. ш. 83°4′57″ зх. д. / 32.82250° пн. ш. 83.08250° зх. д. (32.822373, -83.082637).  За даними Бюро перепису населення США в 2010 році місто мало площу 4,82 км², уся площа — суходіл.

## Демографія
Згідно з переписом 2010 року, у місті мешкали 472 особи в 173 домогосподарствах у складі 106 родин. Густота населення становила 98 осіб/км².  Було 237 помешкань (49/км²).
Расовий склад населення:
| - 49,4 % — білих - 47,2 % — чорних або афроамериканців - 0,4 % — корінних американців |

До двох чи більше рас належало 2,1 %. Частка іспаномовних становила 1,1 % від усіх жителів.
За віковим діапазоном населення розподілялося таким чином: 18,2 % — особи молодші 18 років, 58,1 % — особи у віці 18—64 років, 23,7 % — особи у віці 65 років та старші. Медіана віку мешканця становила 48,8 року. На 100 осіб жіночої статі у місті припадало 88,0 чоловіків;  на 100 жінок у віці від 18 років та старших — 82,9 чоловіків також старших 18 років.
Середній дохід на одне домашнє господарство  становив 33 559 доларів США (медіана — 30 563), а середній дохід на одну сім'ю — 43 569 доларів (медіана — 37 596). Медіана доходів становила 30 724 долари для чоловіків та 30 417 доларів для жінок. За межею бідності перебувало 19,4 % осіб, у тому числі 41,7 % дітей у віці до 18 років та 16,7 % осіб у віці 65 років та старших.
Цивільне працевлаштоване населення становило 90 осіб. Основні галузі зайнятості: освіта, охорона здоров'я та соціальна допомога — 44,4 %, виробництво — 15,6 %, транспорт — 11,1 %, сільське господарство, лісництво, риболовля — 10,0 %.